# Vozilići
Vozilići is een plaats in de gemeente Kršan in de Kroatische provincie Istrië. De plaats telt 248 inwoners (2001).